# 默多克家族
梅鐸家族的成员是知名的国际大众媒体经营者，特别是在澳大利亚，英国和美国。一些成员在澳大利亚的艺术届，神职人员届和军事届享有盛名。
五代的家族是两个澳大利亚裔苏格兰人的后裔：苏格兰自由教会牧师詹姆斯·梅鐸（1828年－1884年）和他的妻子海伦（1826年－1905年）。  这对夫妻来自于阿伯丁郡地区的Pitsligo，并于1884年移民至维多利亚州。

## 第一代
牧师詹姆斯·默多克和海伦·默多克共育有14个孩子：
- 帕特里克·约翰·默多克(1850年–1940年)：牧师帕特里克·默多克；
- 弗朗西斯·加登·默多克(1852年–? )；
- 詹姆斯·默多克(1854年–? )；
- 伊丽莎·简·默多克(1855年–? )；
- 威廉·加登·默多克(1856年–? )；
- 伊冯·刘易斯·默多克(1858年–? )；
- 安德鲁·克里斯特尔·默多克(1859年–? )；
- 海伦·诺拉·默多克：后被称为诺拉·柯尔·史密斯 (1861年–1924年)；
- 基思·阿瑟·默多克(1862年–? )；
- 伊莎贝拉·艾格尼丝·默多克(1864年–? )；
- 休·默多克(1865年–? )；
- 格蕾丝·杨·默多克(1867年–? )；
- 阿米莉娅·莫里森·默多克(1870年–? ) 和；
- 沃尔特·罗杰·默多克(1874年–1970年)：以沃尔特·默多克爵士更为出名。

牧师帕特里克·默多克出生于Pitsligo，在阿伯丁郡的罗斯哈提长大， 在阿伯丁郡的克鲁登被授予圣职，也是在那里和他的妻子安妮·布朗结婚(1882年)。34岁那年，默多克和他的妻子和父母移民到了维多利亚。他是长老宗的牧师，并出版了基本有关神学著作。
诺拉·柯尔·史密斯，出生于Pitsligo，并嫁给了电气工程师大卫·柯尔·史密斯(1859年–1922年)。 柯尔·史密斯层在负责卡尔古利市市政电力供应时，发明了一种开拓性的电炉，并于1906年申请专利。 为了退关这种电炉，诺拉·柯尔·史密斯完成了世界上第一本电炉食谱，该书介绍了161种可以使用该电炉的食谱。该书的名称为《H·诺拉·柯尔·史密斯：电热让做饭变得简单》(1907年)。诺拉·柯尔·史密斯还是一个知名画家。

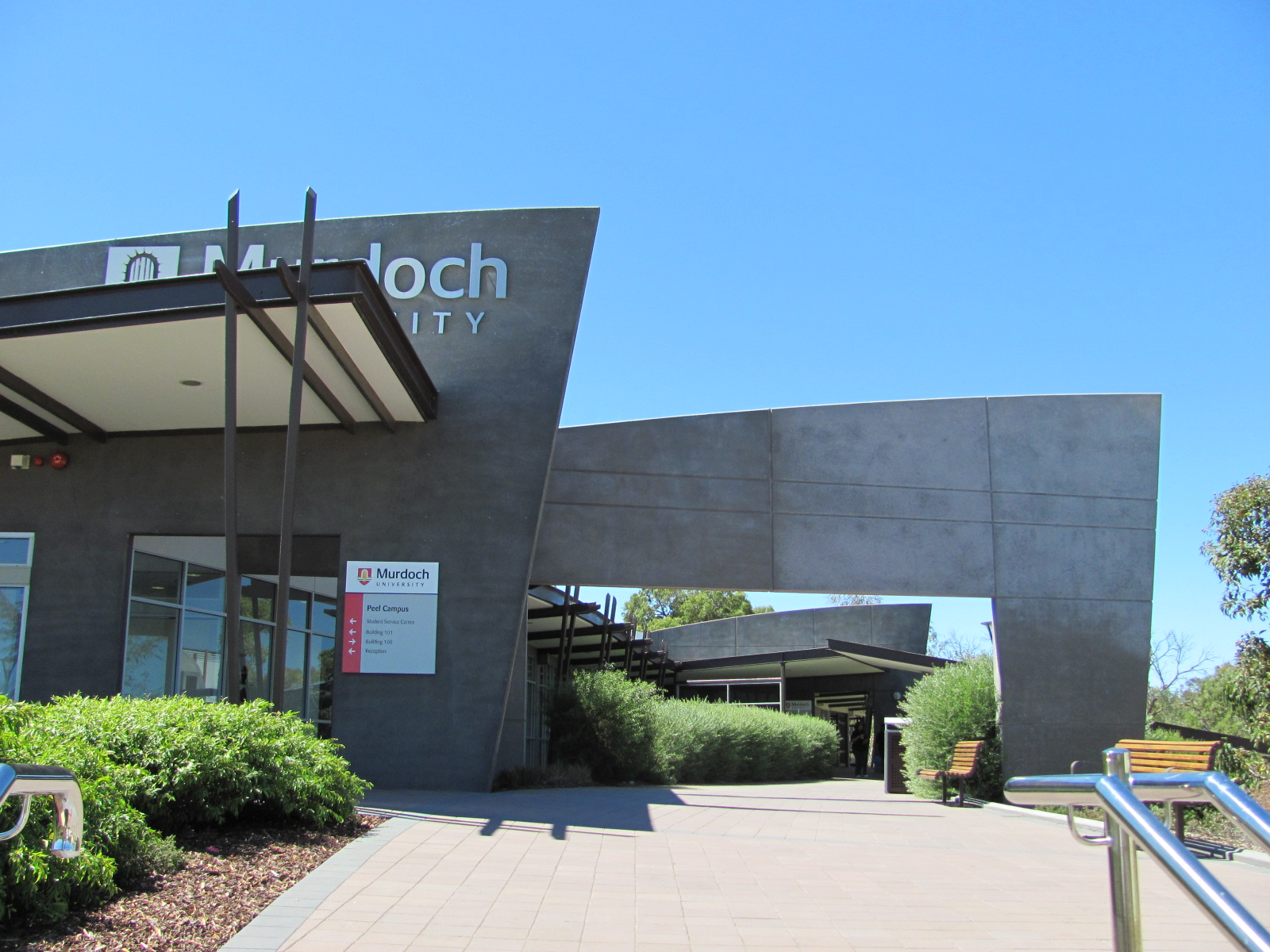

沃尔特·默多克爵士圣米迦勒及圣乔治勋章出生于罗斯哈提，是澳大利亚著名学者及随笔作家。他于1897年娶维奥莱·凯瑟琳·霍斯顿。默多克于1899年发布了他的第一篇散文《澳大利亚诗歌新体系》，他在《墨尔本阿耳戈斯》写了很多年的周报专栏《男士与书籍》(以埃尔塞维尔的笔名). 他的学术生涯开始于1904年在墨尔本大学英语系助理教授的任命。1913年，他成为西澳大学 (UWA)的创立英语系教授。19世纪20年代，他的散文集通过他侄子基思·默多克爵士的报业集团《先驱和时代周刊》发表。沃尔特·默多克的作品集从1930年后开始以合集的形式发表。1939年，他被授予圣米迦勒及圣乔治勋章三等勋爵士 (CMG)，1943年至1948年期间，他被任命为西澳大学的校长，在他退休时，被任命为名誉教授。维奥莱·默多克于1952年去世，10年后默多克娶了芭芭拉·马歇尔·卡梅伦。1964年，他被授予圣米迦勒及圣乔治勋章一等勋爵士 (KCMG)。 莫道克大学成为西澳大利亚州第二所拥有大学地位的教育机构，便是以他的名字命名的。同时以他的名字命名的还有位于西澳大利亚州的默多克地区。莫道克大学在西澳大利亚地区有三个校区，同时在迪拜和新加坡还有国际学习中心。
帕特里克和安妮·默多克的六个孩子中有两个都取得了突出成就：
- 基思·阿瑟·默多克 (1885年—1952年)：记者，报社高管。又被称为基思·默多克爵士和；
- 伊冯·乔治·默多克 (1892年—1958年)：军人，农民。又被称为伊冯·默多克。[8][9]

## 第二代

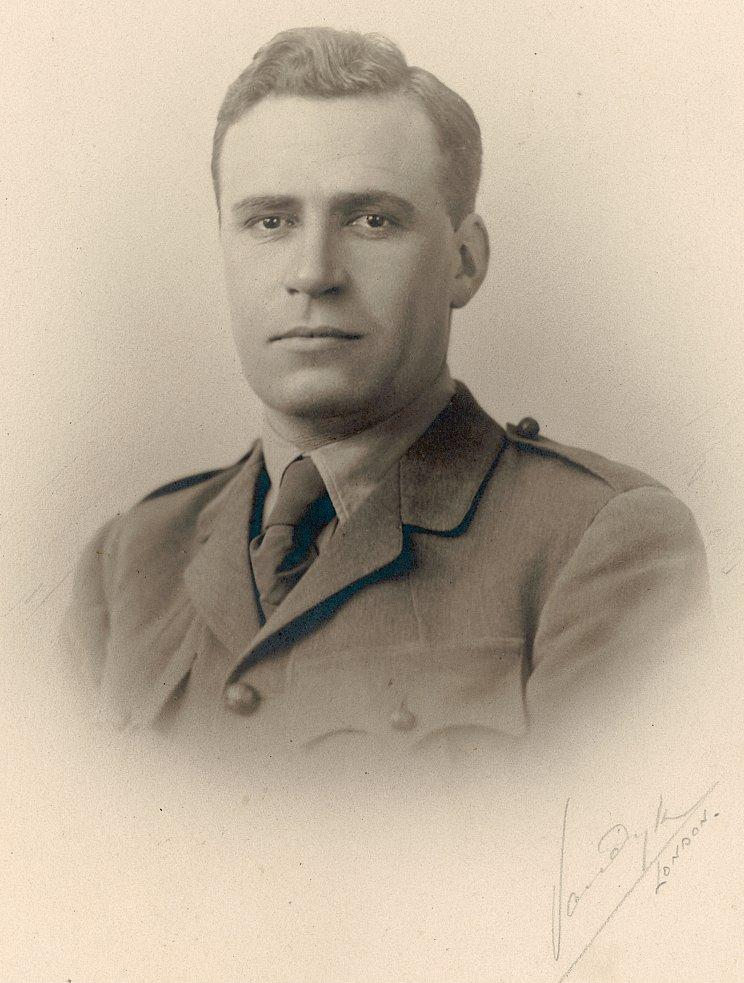
基思·默多克爵士 (1885年–1952年)

基思·默多克爵士生于西墨尔本，在墨尔本郊区的坎伯威尔长大。 在作为战地记者参加第一次世界大战期间，他成为了著名记者。1921年，默多克被任命为 《墨尔本先驱报》总编辑，1928年，他成为墨尔本先驱报母公司《先驱和时代周刊有限公司》的总经理。同年，他与伊丽莎白·乔伊·格林(1909年—2012年)结婚，后者后来成为 著名的慈善家伊丽莎白·默多克女爵士 澳大利亚勋章(AC) 澳大利亚勋章(DBE)。默多克于1933年被封爵。第二次世界大战期间，基思·默多克爵士在澳大利亚政府担任信息总监一职。
伊冯·默多克中尉军功十字勋章(MC)和奖章挂条获得者，曾跟随8营 (一级澳大利亚帝国军队)参加第一次世界大战期间西方战线。 因为英勇应战，他曾两次被授予军功十字勋章：第一次是因为在1918年三月到四月期间带领部队在德国后方三不管地带的伊珀尔东南部进行夜间巡逻，这次行动俘虏了一个碉堡并将伤者送回澳大利亚方；第二次是表彰其在1918年八月的行动，成功保护了位于罗西耶尔-昂桑泰尔附近从德国部队俘获的野战炮，并且在利翁战役 (百日攻势的一部分)期间建立了成立了机枪纵射。战争结束后，默多克定居在了新南威尔士州，并成为了一个农夫。
安德鲁·克里斯特尔·默多克和安妮·默多克的孩子有杰出的钢琴家威廉·大卫·默多克 (于1888年生于澳大利亚本迪戈；1942年逝于英格兰)。
华特·默多克爵士和维奥莱·默多克的女儿凯瑟琳·金博士 MBE(1904年生于萨里山；2000去世)是西澳大利亚的广播播音员先驱。
基思·默多克爵士和伊丽莎白·默多克女爵士育有四个孩子：
- 海伦·默多克：也就是后来的海伦·翰德伯瑞 AC (1929年—2004年);
- 鲁伯特·默多克：(1931年—)
- 安妮·默多克：后来的坎特(1936年—) 和
- 伊丽莎白·珍妮特·默多克：后来的珍妮特·卡尔弗特-琼斯 AM (1939年—)，公司高管和慈善家。

## 第三代

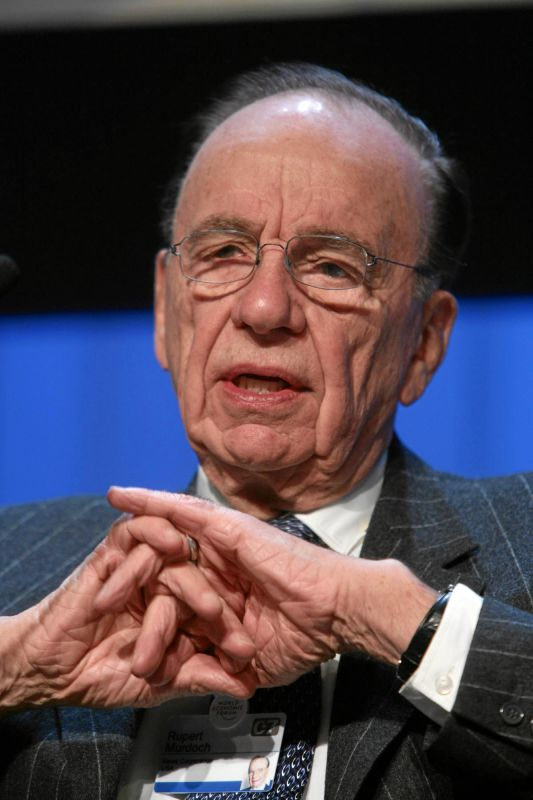
鲁伯特·默多克在2007年的达沃斯世界经济论坛

鲁伯特·默多克澳大利亚勋章 圣格雷戈瑞勋章：生于墨尔本，是国际媒体业主要经营者。他是两家美国公司的董事长，并拥有其绝大部分资产：新闻集团和21世纪福克斯公司。
默多克的媒体生涯开始于1952年，当他继承了他父亲在新闻有限公司的股份。 公司的主要资产是只在南澳大利亚州阿德莱德发行的报纸《新闻》。1950年至1960年间，新闻有限公司多家位于澳大利亚和新西兰的省级刊物。
自1968年，默多克收购了多家英国报纸出版社，包括有《世界新闻报》和《太阳报》。
默多克于1973年首次在美国进行收购，他收购的报纸是《圣安东尼奥新闻快报》。此后不久，他成立了美国超市小报《明星杂志》。1976年，他收购了《纽约邮报》
1981年，默多克收购了伦敦《泰晤士报》和《星期日泰晤士报》。
1984年，他购买了二十世纪福克斯的大部分股权，成为新型美国免费电视网络的基础福克斯广播公司。为了满足美国电视台的控制人必须是美国公民的法律要求，默多克在1985年成为归化的美国公民并被迫放弃澳大利亚国籍。
1980年至1990年之间，默多克开始对全球付费电视产生兴趣，包括亚洲的星空传媒和塔塔天空电视台，欧洲的英国天空广播，意大利天空卫视和德国天空卫视。
新闻集团还控制了两个国际主要出版社哈珀柯林斯和拥有《华尔街日报》的道琼斯公司。
鲁伯特·默多克结果3次婚，育有6个孩子：
- 1956年—1967年：娶来自墨尔本的空乘帕特里夏·布克，育有一女：
  - 普鲁·默多克：(1958年— ).[16] [17][18]
- 1967年—1999年：娶安娜·默多克·曼恩(1944–),[16] 曾在默多克于悉尼的《每日电讯报》工作的爱沙尼亚裔苏格兰记者，曾出版过两本小说。女演员安娜·托芙是她的之女。[18] 与默多克育有三个孩子：[16][17]
  - 小伊丽莎白·默多克 (1968年—)；
  - 拉克兰·默多克 (1971年—) 和；
  - 詹姆斯·鲁伯特·约考布·默多克：以詹姆斯·R·默多克的名字出名(1972年—)
- 1999年—2013年 邓文迪 (1969年—)：华裔美国籍传媒业高管及公司主管。[19] 育有两女：
  - 格蕾丝·默多克(2001年—)和；
  - 克洛伊·默多克(2003年—)。

## 第四和第五代
普鲁·默多克 (生于南澳大利亚州阿德莱德) 在新闻集团一直扮演着指挥者的角色。她曾结过两次婚：
- 1985年–1986年，嫁给英国金融家克里斯平·奥迪
- 自1989年：英国媒体业高管查尔斯·埃拉斯代尔·麦克劳德(通常被称为埃拉斯代尔·麦克劳德)。普鲁和埃拉斯代尔·麦克劳德都在新闻集团内部拥有高管职位。他们育有三个孩子：[20]
  - 詹姆斯·麦克劳德(1991年–)；
  - 安格斯·麦克劳德(1993年–) 和；
  - 克莱门泰·麦克劳德(1996年–)。

伊丽莎白·默多克 (生于悉尼)：媒体业高管，公司主管。曾结过两次婚：
- 1993年–1998年: to 夸梅·皮安尼姆：加纳银行家，育有两个孩子：[20]
  - 科妮莉亚·皮安尼姆(1994年–);
  - 安娜·皮安尼姆(1997年–);
- 自2001年：嫁英国公众关系专家马修·弗洛伊德 (前议员克莱门特·弗洛伊德爵士之子，西格蒙德·弗洛伊德曾孙)，育有两个孩子：[20]
  - 夏洛特·艾玛·弗洛伊德(2000年–) 和；
  - 萨姆森·默多克·弗洛伊德(2007年–)。

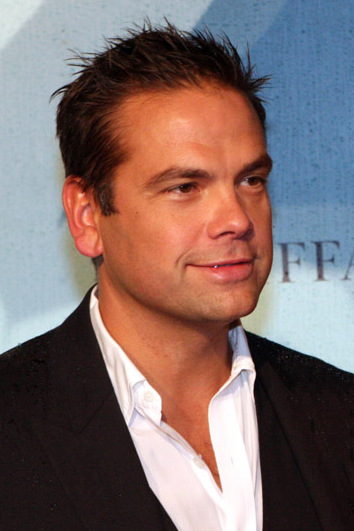
拉克兰·默多克

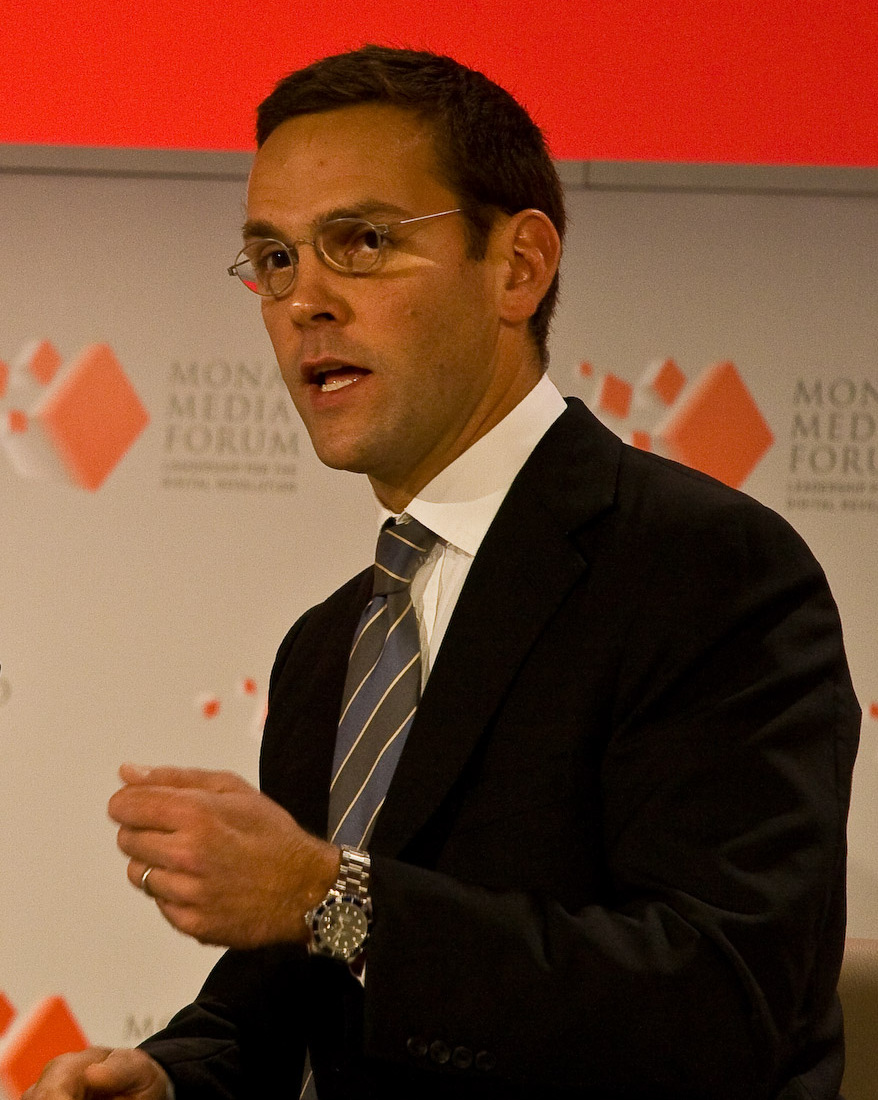
詹姆斯·R·默多克

拉克兰·默多克 (生于伦敦)：媒体业高管，公司主管。于1999年娶英裔澳大利亚模特兼演员莎拉·默多克，育有三个孩子：
- 卡兰·亚历山大·默多克(2004年–)和；
- 艾丹·帕特里克·默多克(2006年–)。

詹姆斯·R·默多克 (生于伦敦)：媒体业高管，公司主管。2000年，娶美国公众关系专家及气候变化积极分子凯瑟琳· 霍夫施密特。 共育有三个孩子：
- 安妮卡·默多克(2003年–)；
- 华特·默多克(2006年–)和；
- 艾默生·默多克(2008年–)。

## 脚注
1. 1 2 3 4 5  Michael J Wood, 2005, Ancestry of Rupert Murdoch （页面存档备份，存于）, William Addams Reitwiesner Genealogical Services (17 August 2013).
2. ↑  Niel Gunson, 1986, "Murdoch, Patrick John (1850–1940)",  Australian Dictionary of Biography, (20 August 2013)
3. ↑  Curle Smith, H. Nora. . (Introduction by H. A. Willis.). Carlisle, Western Australia: Hesperian Press. 2011  [2014-04-25]. （原始内容存档于2012-01-30）.
4. 1 2  Fred Alexander, 1986, "Murdoch, Sir Walter Logie (1874–1970)", Australian Dictionary of Biography （页面存档备份，存于） (20 August 2013).
5. ↑    - 乔治·默多克(1883年—1891年)；
  - 基思·阿瑟·默多克 (1885年—1952年)；
  - 弗朗西斯·戈登·默多克(1887年—1933年)：公司主管；
  - 阿莱克·布朗·谢菲尔德·默多克(1889年—1920年)和；
  - 伊冯·乔治·默多克 (1892年—1958年)和；
  - 阿伦·玛丽·默多克(1894年—1971年—)。
6. ↑  Find A Grave, "Alec Brown Shepherd Murdoch", 2011[永久] (16 August 2013)
7. ↑  Sydney Morning Herald, 27 December 1933, p8.
8. 1 2 3  Anna King Murdoch, "In metal, the deeds of men lie hidden but immortal", The Age, November 11 2007 （页面存档备份，存于） (16 August 2013).
9. 1 2 3  Australian War Memorial, n.d. First World War Embarkation Roll - Ivan George Murdoch (6 September 2013).
10. ↑  Geoffrey Serle, 1986, "Murdoch, Sir Keith Arthur (1885–1952), Australian Dictionary of Biography （页面存档备份，存于） (24 October 2013).
11. ↑  Time, "Censorship Down Under" 30 December 1940 （页面存档备份，存于） (21 August 2013).
12. 1 2 3  Morgen Witzel, The Encyclopedia of the History of American Management, 2005; Bristol, England; Thoemmes Continuum, p393.
13. ↑  Tryhorn, Chris. . The Guardian. London. 18 July 2007  [2014-04-25]. （原始内容存档于2010-11-09）. |contribution=被忽略 (帮助)
14. ↑  Given, Jock. . Media & Arts Law Review. December 2002, 7 (4): 253.
15. ↑  . Forbes. 7 October 2007  [8 October 2009]. （原始内容存档于2019-03-31）.
16. 1 2 3  . 9 July 2011  [17 August 2013]. （原始内容存档于2013-08-27）. |contribution=被忽略 (帮助)
17. 1 2  . The Independent (London). 31 July 2005  [17 August 2013]. （原始内容存档于2011-07-22）.
18. 1 2  . International Business Times. 9 July 2011  [17 August 2013]. （原始内容存档于2012-07-15）.
19. ↑  Hofmeister, Sallie. . Los Angeles Times. 30 July 2005  [17 August 2013]. （原始内容存档于2013-08-27）. |contribution=被忽略 (帮助)
20. 1 2 3 4 5  Stephen Mayne, "Tracking the Murdoch heirs", The Mayne Report, 2011 （页面存档备份，存于） (17 August 2013).